# 張都暎
張 都暎（장 도영、チャン・ドヨン、1923年1月23日 - 2012年8月3日 ）は、大韓民国の軍人・政治家。陸軍参謀総長、国家再建最高会議議長を務めた。太極武功勲章授与者。

## 人物

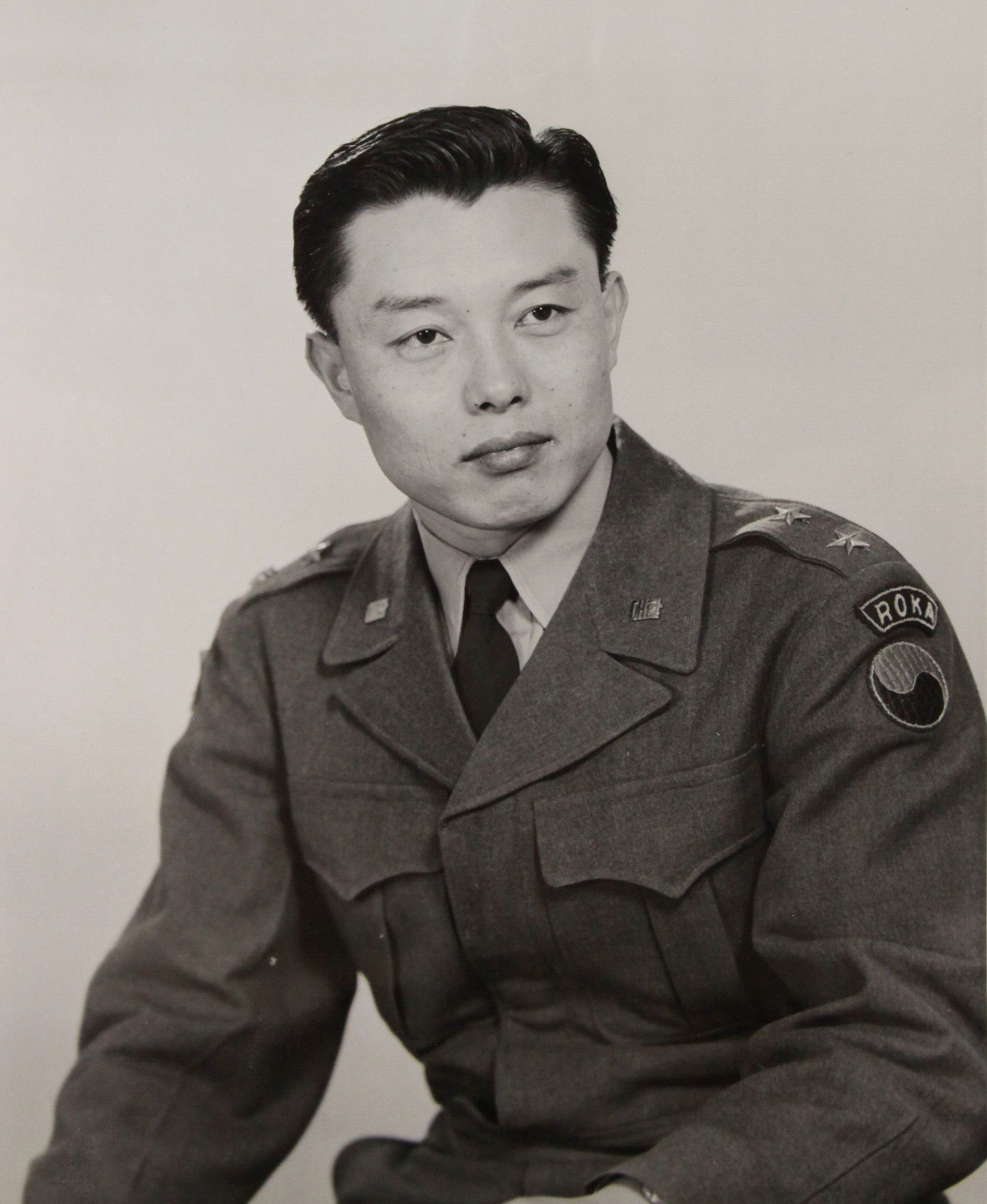
アメリカ留学時（1953年1月）

1961年5月の軍事クーデターの発生後、国家再建最高会議議長に擁立された。

本貫は仁同張氏。クリスチャンの家庭で生まれる。新義州東中学校に通い、在学中は陸上選手として活躍した。東洋大学史学科在学中に学徒出陣して中国戦線に派遣され、訓練を受けて見習士官となり、終戦時には少尉だった。戦後、帰国のためにムクン団（무궁단）という団体を組織した。列車で南京を出発し、徐州、済南、天津、山海関、錦州、瀋陽を経て安東に到着後、鴨緑江を渡って帰還した。
日本統治終了後は、李應俊の勧誘でアメリカ軍政庁下の南朝鮮国防警備隊に入隊し、少尉（軍番10080番）に任官する。第6連隊の小隊長として赴任。第3連隊中隊長、大隊長を歴任。1948年7月15日、第5連隊長。1949年5月25日、第9連隊長。1949年11月に陸軍本部情報局長に就任する。
朝鮮戦争勃発直後の1950年6月28日に「下がりながら残匪掃討し、潜伏している保導連盟員や後方をかく乱させる赤色分子を捜索せよ」という特命を下した。1950年10月。第6師団長。1952年1月、第1訓練所長。1952年8月からアメリカ陸軍指揮幕僚大学に留学。
1954年2月、第2軍団長。
1956年3月、陸軍参謀次長。
1956年10月、陸軍教育総長。
1959年2月、第2軍司令官。
朝鮮戦争当時、1951年5月26日から4日間にわたりダム付近で張都暎が率いた韓国軍第6師団と中国軍第63師団が交戦し、中国軍を大きく撃破して中国軍に2万人を超える死者、2,617人捕虜が出た。韓国側は、中国軍兵士の遺体をダム湖に水葬したことから湖の水が赤くなったと伝えられる。破虜湖の戦いは朝鮮戦争当時、韓国軍が収めた勝利の中で最も大きな勝利だったという。戦後の1955年、李承晩大統領がダム湖を訪れた際に「虜」（異民族、蛮族）を「破」したという意味の破虜湖として命名。2019年現在も、李が揮毫した破虜湖記念碑が残っている。
1961年第二共和国成立後に張勉首相によって陸軍参謀総長に任命されるも、1961年5月16日に陸軍少将の朴正煕などが軍事革命委員会の名の下で起こした5・16軍事クーデターでは傍観を決め込む。このため、クーデター成功後の5月19日に張は国家再建最高会議議長に擁立され、同時に内閣首班と国防長官も兼任する。しかし7月3日に、副議長を務めていた朴が中心となり張は議長を解任、翌月には予備役に編入され事実上失脚した。
朴政権成立後の1962年に中央情報部が反革命・内乱陰謀容疑で張を逮捕、軍法会議で無期懲役判決を受けるも同年5月に釈放。その後アメリカへ亡命し、1969年にミシガン大学で政治学の博士号を取得、1993年までウィスコンシン大学で政治学教授を務めた。
2011年5月には、認知症を患っていることが報じられている。
2012年8月3日、フロリダ州オーランドにて89歳で死去。

## 叙勲
- レジオン・オブ・メリット - 1950年12月28日[12]
- レジオン・オブ・メリット - 1951年9月25日[13]
- シルバースター - 1953年3月26日[13]
- シルバースター - 1953年4月29日[13]
- 銀星太極武功勲章 - 1954年7月6日

## 参考
- 佐々木春隆『朝鮮戦争/韓国篇 上巻 建軍と戦争の勃発前まで』（第4刷）原書房、1983年。ISBN 4-562-00798-2。
- 박민영 (2004). “해방후 滿洲國軍 출신 한인의 귀환”. 한국독립운동사연구 (한국독립운동사연구소) 22:  137-164.
- 강성현 (2014). “한국전쟁기 예비검속의 법적 구조와 운용 및 결과”. 사회와역사 (한국사회사학회) 103:  7-53.